# South Yorkshire Amateur Football League
South Yorkshire Amateur Football League là một giả bóng đá dành cho các đội bóng ở vùng Sheffield của Anh. Giải được quản lý bởi Sheffield and Hallamshire Football Association.
Giải đấu chỉ có một hạng đấu, nằm ở Cấp độ 14 trong Hệ thống các giải bóng đá ở Anh.

## Thể thức
Hiện tại giải đấu chỉ vận hành một hạng đấu, mặc dù trong quá khứ có nhiều hạng đấu. Giải cũng tổ chức South Yorkshire Amateur League Cup, dành cho tất cả các câu lạc bộ trong giải. Các đội thăng hạng Cấp độ 13 thường lên ở Sheffield & Hallamshire County Senior League.

## Các câu lạc bộ mùa giải 2015-16
| - Dale Dynamos - Davy's Dự bị - Euroglaze - Sheffield Bankers Dự bị - Sheffield Medics - Sheffield West End - Swinton Athletic Dự bị - Three Feathers Prince of Wales - Working Wonders | Lỗi Lua trong Mô_đun:Location_map/multi tại dòng 27: Không tìm thấy trang định rõ bản đồ định vị. "Mô đun:Location map/data/South Yorkshire", "Bản mẫu:Bản đồ định vị South Yorkshire", và "Bản mẫu:Location map South Yorkshire" đều không tồn tại. |

## Danh hiệu

### Đội vô địch giải đấu
| Mùa giải |                                    |
| -------- | ---------------------------------- |
| 1933–34  | Rotherham Broom Sports             |
| 1934–35  | Rotherham YMCA                     |
| 1935–36  | Rotherham YMCA                     |
| 1936–37  | A Rotherham YMCA B Old Firparnians |
| 1937–38  | A Fulwood B Penistone Church       |
| 1938–39  | A Fulwood B Woodseats Methodists   |
|          |                                    |
| 1946–47  | Fulwood                            |
| 1947–48  | Sheffield University               |
| 1948–49  | Sheffield University               |
| 1949–50  | Sheffield Training College         |
| 1950–51  | Sheffield Training College         |
| 1951–52  | Ravens                             |
| 1952–53  | Sheffield Training College         |

| Mùa giải | Division One                   | Division Two         | Division Three            |
| -------- | ------------------------------ | -------------------- | ------------------------- |
| 1953–54  | Old Edwardians                 | Old Centralians      | Croft House               |
| 1954–55  | Sheffield Dự bị                | De La Salle Old Boys | Old Cestrefeldians 'B'    |
| 1955–56  | Sheffield Training College     | Sheffield Transport  | Greenhill                 |
| 1956–57  | Sheffield Training College     | Sheffield University | Nether Edge Old Boys      |
| 1957–58  | Sheffield Training College 'A' | Electric Sports      | Holly Guild               |
| 1958–59  | Old Firparnians                | Hollinsend Amateurs  | English Steel Corporation |
| 1959–60  | Old Firparnians                |                      |                           |
| 1960–61  | Sheffield Training College     |                      |                           |
| 1961–62  | Old Firparnians                | Sheffield Bankers    | Sheffield Bankers 'B'     |

| Mùa giải | Premier Division           | Division One            | Division Two                  | Division Three        |
| -------- | -------------------------- | ----------------------- | ----------------------------- | --------------------- |
| 1962–63  | Electricity Sports         | Croft House             | Hollinsend Amateurs           | Oughtibridge          |
| 1963–64  | Sheffield Training College | De La Salle Old Boys    | Oughtibridge                  | Sheffield Teachers    |
| 1964–65  | Sheffield Training College | Oughtibridge            | Sheffield Teachers            | Sandersons Sports     |
| 1965–66  | Sheffield Training College | Sheffield Teachers      | Sandersons Sports             | Colley YS             |
| 1966–67  | Sheffield Training College |                         |                               |                       |
| 1967–68  | Hollinsend Amateurs        |                         |                               |                       |
| 1968–69  | Not played                 | Not played              | Not played                    | Not played            |
| 1969–70  | Old Firparnians            | Sheffield Education     | Woodthorpe                    | Longley BC            |
| 1970–71  | Old Edwardians Old Boys    | Woodthorpe              | Crosspool                     | Swan                  |
| 1971–72  | Abbeydale Old Boys         |                         |                               |                       |
| 1972–73  | Crosspool                  |                         |                               |                       |
| 1973–74  | Crosspool                  |                         |                               |                       |
| 1974–75  | Trustee Savings Bankers    | Ash House               | Club Double                   | Meynell Sports        |
| 1975–76  | Hollinsend Amateurs        | Park                    | Meynell Sports                | Ecclesfield           |
| 1976–77  | Woodbourn                  |                         |                               |                       |
| 1977–78  | Meynell Sports             | Middlewood Hospital     | Wadsley Bridge                | Brown Bear            |
| 1978–79  | Earl Francis               | Old Firparnians         | Stannington College           | Dixcel                |
| 1979–80  | Earl Francis               | Stannington College 'A' | Old Cestrefeldians            | Hurlfield Youth Club  |
| 1980–81  | Old Edwardians             | Jordanthorpe Old Boys   | Hurlfield Youth Club          | Gleadless             |
| 1981–82  | Hollinsend Albion          | Darnall                 | Dixcel Sports                 | Red Grouse            |
| 1982–83  | Stannington College 'A'    | Ecclesfield             | Escalop                       | Handsworth Methodists |
| 1983–84  | Stannington College 'A'    | Woodthorpe              | Handsworth Methodists         | Middlewood            |
| 1984–85  | Hurlfield Youth Club       |                         |                               |                       |
| 1985–86  | Sheffield Foundry WMC      | Granville SP            | Phoenix 'A'                   | DS Tooling            |
| 1986–87  | Dixcel Sports              | Phoenix 'A'             | DS Tooling                    | Sheffield Academicals |
| 1987–88  | De La Salle Old Boys       | Grade A Joinery         | Sheffield Academicals         | Midland Bank          |
| 1988–89  | De La Salle Old Boys       | Sheffield Gas           | Midland Bank                  | Melchester Rovers     |
| 1989–90  | Sheffield Gas              | Hollinsend Albion       | Melchester Rovers             | Manpower Rangers      |
| 1990–91  | Freedom 90                 | Sheffield Medics 'A'    | Stocksbridge Park Steels 3rds | Elm Tree              |

| Mùa giải | Premier Division      | Division One                         | Division Two |
| -------- | --------------------- | ------------------------------------ | ------------ |
| 1991–92  | Stannington United    | Stocksbridge Park Steels 3rds        | Elm Tree     |
| 1992–93  | Dixcel Sports         |                                      |              |
| 1993–94  | Elm Tree              |                                      |              |
| 1994–95  | Market Inn            | Midland Bank                         | Davy Dự bị   |
| 1995–96  | Burncross             | Oughtibridge WMSC Dự bị              |              |
| 1996–97  | Burncross             | Hillsborough                         | Crookes WMC  |
| 1997–98  | Elm Tree              |                                      |              |
| 1998–99  | Hillsborough          |                                      |              |
| 1999–00  | Forum                 |                                      |              |
| 2000–01  | Hollinsend Amateurs   | A Silkstone United B Junction        |              |
| 2001–02  | Fullflow Fairway      | Jubilee Sports                       |              |
| 2002–03  | Silkstone United      | Phoenix All Stars                    |              |
| 2003–04  | Cross Scythes         |                                      |              |
| 2004–05  | Jubilee Sports        | Yew Tree                             |              |
| 2005–06  | Jubilee Sports        | Grimethorpe Athletic                 |              |
| 2006–07  | Grimethorpe Athletic  | Kiveton Park Dự bị                   |              |
| 2007–08  | Aston                 | A New Bohemians B Sheffield West End |              |
| 2008–09  | Gleadless             | Boynton Sports                       | Surud United |
| 2009–10  | Jubilee Sports        | Sheffield Medics                     | Manor Castle |
| 2010–11  | Gleadless             | Royston                              |              |
| 2011–12  | Jubilee Sports        | North Gawber Colliery                |              |
| 2012–13  | North Gawber Colliery | Dodworth Miners Welfare              |              |
| 2013–14  | Byron House           |                                      |              |
| 2014–15  | Grimethorpe Sports    |                                      |              |

### Chung kết League Cup
| Mùa giải | Vô địch                 | Kết quả     | Á quân                             | Địa điểm       |
| -------- | ----------------------- | ----------- | ---------------------------------- | -------------- |
| 1982–83  | Darnall Wellington      |             |                                    |                |
| 1983–84  | Hurlfield Youth Club    |             |                                    |                |
| 1984–85  | Windsor Dự bị           |             |                                    |                |
| 1985–86  | Stannington College A   |             |                                    |                |
| 1986–87  | Jordanthorpe Old Boys A |             |                                    |                |
| 1987–88  | Stannington College     |             | Stannington United                 |                |
| 1988–89  | Stannington United      |             | Granville College                  |                |
| 1989–90  | LDS                     |             | Devonshire Arms                    |                |
| 1990–91  | Elm Tree                | 3 – 0       | Phoenix 'A'                        |                |
| 1991–92  | Elm Tree                |             | New Life                           |                |
| 1992–93  | Castle College          |             |                                    |                |
| 1993–94  | De La Salle Old Boys    |             |                                    |                |
| 1994–95  | Gate 13                 |             |                                    |                |
| 1995–96  | Burncross               | 2 – 1       | Oughtibridge War Memorial SC Dự bị |                |
| 1996–97  | Hillsborough            |             |                                    |                |
| 1997–98  | Hillsborough            |             |                                    |                |
| 1998–99  | Hillsborough            |             |                                    |                |
| 1999–00  | Forum                   |             |                                    |                |
| 2000–01  | Burncross               | 1 – 0       | Silkstone United                   | Woodbourn Road |
| 2001–02  | Silkstone United        |             |                                    |                |
| 2002–03  | Everest                 | 6 – 1       | Silkstone United                   | Bracken Moor   |
| 2003–04  | Sheffield Bankers       | 3 – 2       | Oxspring United                    | Bracken Moor   |
| 2004–05  | Cross Scythes           | 2 – 1       | Sheffield Bankers 'A'              | Bracken Moor   |
| 2005–06  | Grimethorpe Athletic    | 3 – 1       | Thorncliffe                        |                |
| 2006–07  | Grimethorpe Athletic    | 1 – 0       | Athersley Recreation Dự bị         | Bracken Moor   |
| 2007–08  | Gleadless               | 2 – 2 (3p2) | Aston                              |                |
| 2008–09  | Furnace                 | 4 – 2       | New Bohemians                      | Bracken Moor   |
| 2009–10  | New Bohemians           | 3 – 1       | Gleadless                          | Bracken Moor   |
| 2010–11  | Jubilee Sports          | 2 – 1       | Gleadless                          | Bracken Moor   |
| 2011–12  | North Gawber Colliery   | 2 – 0       | Aquaforce Barnsley Dự bị           | Bracken Moor   |
| 2012–13  | North Gawber Colliery   | 2 – 1       | Sheffield Medics                   | Bracken Moor   |
| 2013–14  | Byron House             | 3 – 2       | Millmoor Juniors 'A'               | Bracken Moor   |
| 2014–15  | Sheffield Medics        | 1 – 0       | Brinsworth Whitehill               | Bracken Moor   |